# Park Tae-joon (taekwondo)
Pour l’article homonyme, voir Park Tae-joon pour le premier ministre sud-coréen.
Park Tae-joon (en coréen : 박태준), né le 6 juin 2004 à Ulsan, est un taekwondoïste sud-coréen, champion du monde en 2023 et médaillé d'or aux Jeux olympiques d'été de 2024.

## Carrière
En 2022, Park remporte sa première médaille d'or dans la catégorie Senior aux Championnats d'Asie 2022 dans l'épreuve des poids fins (-54 kg). Il remporte également des médailles d'or sur le circuit mondial, au tournoi Open de taekwondo de Corée dans l'épreuve des poids fins et au Grand Prix de Manchester dans l'épreuve des poids mouches (-58 kg).
En février 2023, Park remporte le tournoi Open de taekwondo du Canada organisé à Vancouver, dans l'épreuve des poids mouche puis le tournoi Open des États-Unis organisé à Las Vegas un mois plus tard dans cette même catégorie. Il remporte une médaille d'or aux Championnats du monde 2023 en juin, titre obtenu pour sa première participations en catégorie senior, dans l'épreuve des poids fins (-54 kg).
En février 2024, la Corée du Sud était déjà assuré d'un quota non-nominatif et il gagne sa qualification lors d'un tournoi de sélection en battu Jang Jun, ancien médaille de bronze aux Jeux de Tokyo, sur le score de 2 à 0. Lors des Jeux olympiques d'été de 2024, Park remporte la médaille d'or dans la catégorie des poids mouches en battant en demi-finale le Tunisien Mohamed Khalil Jendoubi puis en venant à bout de l'Azerbaïdjanais Gashim Magomedov. Il est désigné comme porte-drapeaux à la cérémonie de clôture des Jeux.